# Béla Nagy
Béla Nagy är en ungersk iktyolog.